# Buffalo City (Wisconsin)
Buffalo City ist eine Kleinstadt (mit dem Status „City“) im Buffalo County im US-amerikanischen Bundesstaat Wisconsin. Im Jahr 2010 hatte Buffalo City 1023 Einwohner.

## Geografie
Buffalo City liegt im Osten Wisconsins, am Ostufer des Mississippi, der die Grenze zu Minnesota bildet. Die geografischen Koordinaten von Buffalo City sind 44°13′50″ nördlicher Breite und 91°51′52″ westlicher Länge. Das Stadtgebiet erstreckt sich über eine Fläche von 15,64 km², die sich auf 5,46 km² Land- und 10,18 km² Wasserfläche verteilen. 
Benachbarte Orte von Buffalo City sind Alma (12,3 km stromaufwärts in nordnordwestlicher Richtung), Waumandee (19,9 km ostnordöstlich), Cochrane (an der östlichen Stadtgrenze) und Fountain City (17,2 km stromabwärts in südsüdöstlicher Richtung). Minneiska liegt am gegenüberliegenden Flussufer in Minnesota, ist aber über die nächstgelegene Straßenbrücke erst nach 56,5 km zu erreichen.
Die nächstgelegenen größeren Städte sind Eau Claire (90 km nordnordöstlich), Wisconsins Hauptstadt Madison (303 km südöstlich), Rochester in Minnesota (99,4 km westlich) und die Twin Cities (162 km nordwestlich).

## Verkehr
Entlang der östlichen Stadtgrenze verläuft der hier den Wisconsin-Abschnitt der Great River Road bildende Wisconsin State Highway 35. Alle weiteren Straßen sind untergeordnete Landstraßen,  teils unbefestigte Fahrwege sowie innerörtliche Verbindungsstraßen.
Parallel zum WI 35 verläuft eine Eisenbahnlinie der BNSF Railway, die entlang des gesamten Mississippi führt.
Der nächste Flughafen ist der La Crosse Regional Airport (75,1 km südöstlich). Der größere Minneapolis-Saint Paul International Airport liegt 156 km nordöstlich.

## Bevölkerung
Nach der Volkszählung im Jahr 2010 lebten in Buffalo City 1023 Menschen in 464 Haushalten. Die Bevölkerungsdichte betrug 187,4 Einwohner pro Quadratkilometer. In den 464 Haushalten lebten statistisch je 2,2 Personen. 
Ethnisch betrachtet setzte sich die Bevölkerung zusammen aus 98,4 Prozent Weißen, 0,1 Prozent (eine Person) Afroamerikanern, 0,2 Prozent amerikanischen Ureinwohnern sowie 0,3 Prozent Asiaten; 1,0 Prozent stammten von zwei oder mehr Ethnien ab. Unabhängig von der ethnischen Zugehörigkeit waren 0,4 Prozent der Bevölkerung spanischer oder lateinamerikanischer Abstammung. 
17,3 Prozent der Bevölkerung waren unter 18 Jahre alt, 60,0 Prozent waren zwischen 18 und 64 und 22,7 Prozent waren 65 Jahre oder älter. 50,2 Prozent der Bevölkerung war weiblich.

Das mittlere jährliche Einkommen eines Haushalts lag bei 46.761 USD. Das Pro-Kopf-Einkommen betrug 24.016 USD. 9,0 Prozent der Einwohner lebten unterhalb der Armutsgrenze.